# Kunstforum Gummersbach
Das Kunstforum Gummersbach (vollständig Kunstforum Gummersbach e.V. Verein der Freunde und Förderer zeitgenössischer Kunst) ist ein Kunstforum für zeitgenössische Kunst in Gummersbach. Vorsitzende ist Silke Knapp-Trauzettel, Kunstlehrerin am Lindengymnasium Gummersbach.

## Geschichte
Der gemeinnützige Verein wurde im März 1988 von Kunstliebhabern und Künstler aus der Region gegründet. Er ist keine Vereinigung bildender Künstler, sondern bezweckt allgemein die Initiierung kultureller Veranstaltungen, insbesondere die Ausrichtung eigener Kunstausstellungen sowie Ausstellungs-, Museums-, Galerie- und Atelierbesuche.
Das Kunstforum Gummersbach präsentierte seine Ausstellungen über Jahrzehnte auch in der Galerie des Theaters der Stadt Gummersbach, wo es im Frühjahr 2018 in einer Ausstellung Retrospektive anlässlich des 30-jährigen Vereinsbestehens nochmals Bilder von 20 Künstlern der vergangenen drei Jahrzehnte zeigte. Als die Schließung des Theaters zum 11. Juni 2018 beschlossen war, kündigte Vizebürgermeister Jürgen Marquardt im Januar 2018 an, dass die Stadt Gummersbach dem Kunstforum in der zu sanierenden alten Vogtei in der Fußgängerzone feste Ausstellungsräumlichkeiten als Ersatz für die Theatergalerie zur Verfügung stellen wolle. Im März 2018 allerdings ließ Bürgermeister Frank Helmenstein verlauten, dass dort keine Räume zur alleinigen Nutzung zur Verfügung gestellt werden können, da dies das angedachte Konzept zu sehr einschränken würde. Er bot an, dass das Kunstforum das Rathausfoyer als Ausstellungsort nutzen könne, dessen Zuschnitt laut der Vereinsvorsitzenden Silke Knapp-Trauzettel allerdings ungeeignet für diese Zwecke sei.
Das Kunstforum Gummersbach ist Mitglied in der Arbeitsgemeinschaft Deutscher Kunstvereine (ADKV).
Es werden 1 mal jährlich Jahresgaben herausgegeben (Einzelstücke / niedrige Auflagen).

## Ausstellungen (Auswahl)
- 1990: Einzelausstellung von Hans Delfosse
- 1996/97: Einzelausstellung von Ulla Holtschneider
- 1998: Synthetische Bilder – Information auf Distanz, Ingrid Hermentin
- 2015: Peter Leidig
- 2016: Sammlung Peter Kerschgens
- 2016: Manuel Kurpershoek
- 2017: Thomas Kellner
- 2018: Retrospektive, Gemeinschaftsausstellungen mit Werken von Astrid Karuna Feuser, Kira Hanusch, Brigitta Heidtmann, Thomas Kellner, Petra Siering, Tina Stolt, Axel Vater und weiteren
- 2018: Retrospektive, Gemeinschaftsausstellungen mit Werken von Astrid Karuna Feuser, Kira Hanusch, Brigitta Heidtmann, Thomas Kellner, Petra Siering, Tina Stolt, Axel Vater und weiteren
- 2018: Frühlingsfest Vogtei, Gemeinschaftsausstellung